# 聖愛啟示

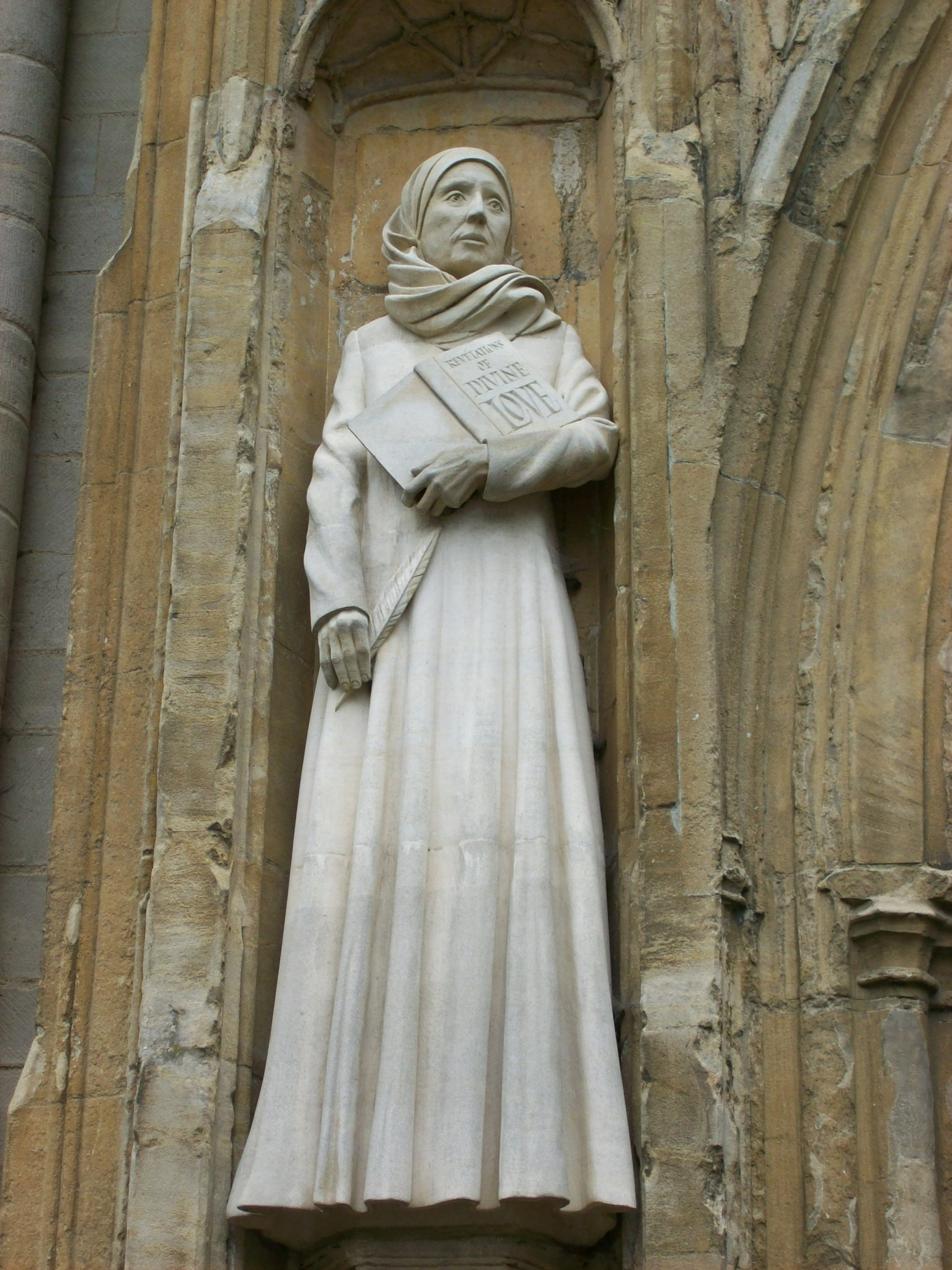
位於諾里奇座堂之諾里奇的朱利安雕像，手持著其著作的《聖愛啟示》。

《聖愛啟示》（英語：Revelations of Divine Love，第一章之上亦稱《聖愛啟示：十六次顯現》），由諾里奇的朱利安在1395年撰寫的基督宗教神秘書籍，即第一本肯定由女人寫的英語書籍。這本書描述她在充滿瘟疫、起義和戰爭的時代的十六次神秘顯現與關於普世仁愛和希望的反省。

## 外部連結
- Julian of Norwich, , UMilta,   [2018-05-13], （原始内容存档于2021-02-12） alternate URL （页面存档备份，存于）.
- . The Julian Centre Norwich.   [2016-07-27]. （原始内容存档于2019-02-12）.
- , Christian Classics Ethereal Library,   [2018-05-13], （原始内容存档于2021-04-23）.
- . Archive.org.
- The Search for the Lost Manuscript: Julian of Norwich, BBC Four documentary  （页面存档备份，存于）